# 第二次川普總統任期
第二次川普总统任期（英語：Second Presidency of Donald Trump），亦稱為第二次川普政府，自2025年1月20日开始执政，唐納·川普於當日宣誓就職為第47任美国总统，同時J·D·万斯也同步就任第50任美国副总统。特朗普曾于2017年至2021年間擔任第45任总统。
特朗普在2024年美國總統選舉中以312張选举人团票击败民主党副总统賀錦麗的226張，並同時赢得普选票。他就职後成为继1893年的格罗弗·克利夫兰之后，美国历史上第二位跨屆連任的总统、最年长的就职总统、第一位被弹劾后就职的总统以及第一位曾被定罪的总统。根据美國憲法第二十二修正案，他在2016年總統選舉和2024年總統選舉获胜后没有资格连任第三任期。

## 背景

### 2016年至2021年
特朗普在2016年总统大选中击败民主党候选人希拉里·克林顿，他于2017年1月20日宣誓就职为美国第45任总统，这是他的第一个任期。任职期间，特朗普签署了220项行政命令。他退出了贸易、气候和伊朗核计划等多边协定。在国内政策方面，他签署了《减税与就业法案》、《第一步法案》、《大美国户外法案》等主要立法，以及几项大流行时代的救济法案。在外交政策方面，他颁布了基于进攻性现实主义的单边外交政策。
特朗普在2020年总统大选之际正值一系列危机，包括新冠疫情及其后果，以及无数抗议和骚乱。大选结束后，连任失利的特朗普一再声称发生大规模选举舞弊，只有他自己才合法赢得大选。尽管随后的大多数诉讼都被多家法院驳回或裁定败诉，但特朗普与其竞选团队仍合谋在几个州（拜登均已赢得这些州）提交文件，宣称这些文件是特朗普总统和彭斯副总统的合法选举人证。提交这些文件后，特朗普竞选团队施压意图让副总统兼参议院议长彭斯以及临时议长查克·格拉斯利声称自己拥有在2021年1月6日计票期间单方面拒绝选举人的权力；但审判长拒绝了特朗普竞选团队提交在几个州涉及虚假文件的所有选举人，此举试图促成特朗普获得232票、拜登获得222票，从而推翻选举结果使特朗普获胜。而彭斯亦拒绝遵循竞选团队的提议，使1月6日改变选举结果的计划未能实现。尽管如此，特朗普还是敦促支持者在2021年1月6日国会联席会议召开期间游行到国会大厦，导致数百人冲进大楼扰乱清点选举人票的程序；结果众议院于2021年1月13日以煽动叛乱的罪名弹劾特朗普，使他成为美国历史上首位被弹劾不止一次的总统，后来参议院于2021年2月13日第二次宣告他无罪，当时他已离任。

### 2024年美國選舉
2022年11月15日，唐纳德·特朗普在其海湖庄园发表了约一小时的演讲，正式宣布竞选2024年共和党总统候选人提名。2024年3月，特朗普在共和党总统初选后赢得多数代表的支持，成为共和党推定候选人，从而获得提名。特朗普选择了曾批评他的俄亥俄州参议员J·D·万斯作为竞选搭档，两人在2024年共和党全国代表大会上正式被提名为共和党候选人。
时任总统乔·拜登最初竞选民主党提名连任，在几乎没有对手的情况下轻松赢得初选，于2024年3月成为该党的推定候选人。然而，在辩论表现广受批评且对其年龄和健康状况日益担忧之后，拜登于2024年7月正式退出竞选。拜登支持他的2020年竞选搭档——时任美国副总统贺锦丽为继任者，后者于7月21日宣布参加竞选。第二天，贺锦丽获得足够的非约束性代表票数，成为该党新的推定候选人；在2024年8月的民主党全国代表大会上，她正式接受该党的提名，明尼苏达州州长蒂姆·沃尔兹为她的竞选搭档。
2024年11月6日凌晨，即大选的第二天，预测特朗普将赢得威斯康星州，从而获得足够的选举人票确保总统职位，成为美国总统当选人。特朗普以312张选举人票赢得总统大选，而贺锦丽获得226张。选举人票于2025年1月6日认证。 特朗普成为继1893年格罗弗·克利夫兰之后美国历史上第二位非连续任职的总统。他还是就任总统年龄最大的人，也是第一位在2024年5月被定罪后任职的重罪犯。万斯作为美国历史上第三年轻的副总统，成为第一位千禧一代副总统；此外，他还成为第一位在海军陆战队服役的副总统。

### 過渡時期

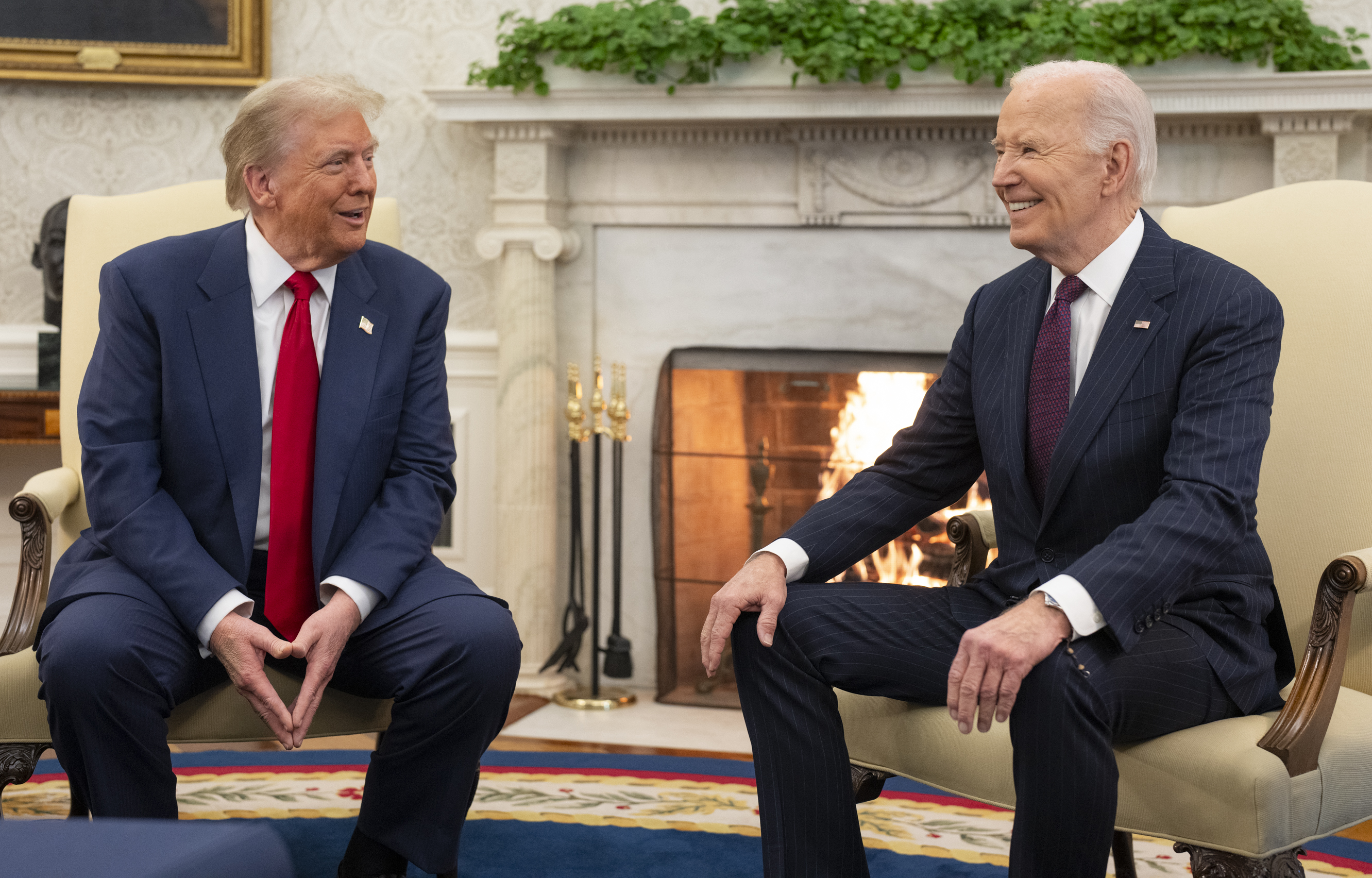
拜登總統於2024年11月13日在椭圆形办公室會見總統當選人川普

2024年8月，特朗普开始组建由琳達·麥馬漢和霍华德·卢特尼克领导的过渡团队。11月26日，川普簽署了過渡協議。

### 就职宣誓
2025年1月20日，特朗普在国国会大厦举行就职典礼，接替乔·拜登担任总统。首席大法官约翰·罗伯茨为他主持了就职典礼。就职典礼在国会大厦圆形大厅室内举行。

## 內閣

### 其他职位
11月10日，特朗普宣布前移民和海关执法局代理局长湯姆·霍曼将担任“边境沙皇”。11月11日，CNN报道称史蒂芬·米勒将担任特朗普的政策副幕僚长。11月12日，特朗普宣布前内阁部长比尔·麦金利将担任他的下一任白宫法律顾问；房地产投资者史蒂夫·威特科夫将担任总统的中东问题特使。
11月12日，特朗普宣布成立政府效率部並將由伊隆·馬斯克和維韋克·拉馬斯瓦米領導。
11月12日，特朗普宣布将提名前阿肯色州州长麥克·赫卡比担任驻以色列大使。据报道，特朗普正在认真考虑提名私人律师托德·布兰奇为美國司法部副部長，两天后，他正式批准了这一提名，同时还提名私人律师埃米尔·博夫为司法部副部长，D·约翰·索尔为美國訟務次長。  11月15日， 《华尔街日报》报道称，特朗普正考虑让福斯財經網主持人、前白宮國家經濟委員會主任拉里·库德洛担任“高级经济职位”，但库德洛随后拒绝担任这一职务。 同一天，特朗普宣布張振熙、塞尔吉奥·戈尔（Sergio Gor）和卡羅琳·萊維特将分别担任白宫通讯联络主任、人事主管和白宫新闻秘书。  另外在15日，有报道称前国会议员麥克·羅傑斯正在考虑出任聯邦調查局長。11月16日，特朗普宣布将任命私人律师威爾·沙夫（Will Scharf）为白宫秘书。

## 內政

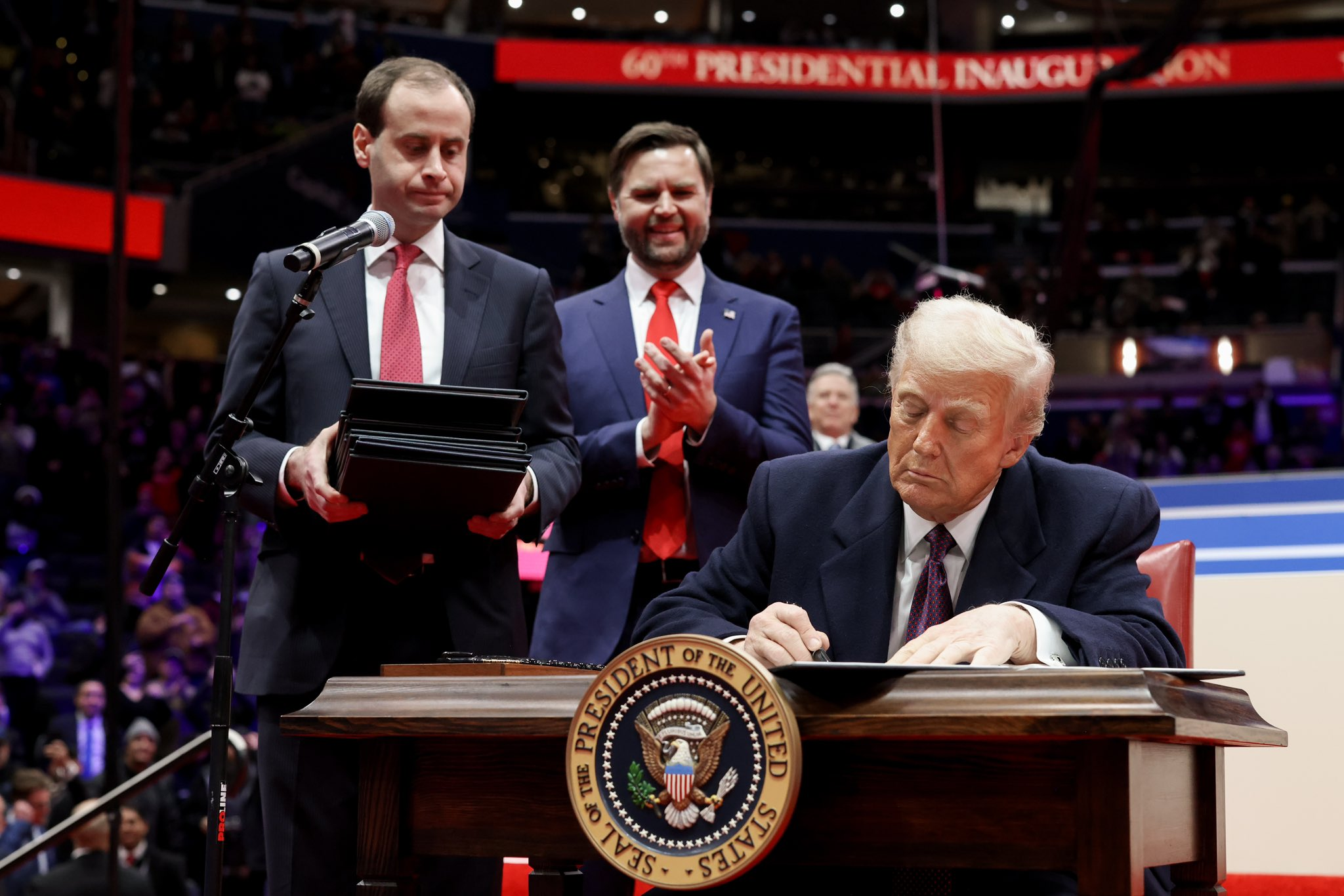
2025年1月20日，特朗普在第一资本体育馆签署行政命令

川普第二任總統任期的未來內政政策在《Agenda 47》中提出，這是他正式政策計畫的彙編。

### 經濟
川普的經濟提案以貿易保護主義性關稅為特色，並將其作為解決美國幾乎所有問題的解決方案，包括兒童照顧、赤字削減、經濟增長和供應鏈。川普認為自己的提議是經濟民族主義，並承諾對所有國家特別是中國的進口商品徵收更高的關稅。
川普表示除了2017年减税与就业法案外，他打算進一步實施減免個人所得稅和企業稅。川普認為對富人保持低稅率可以增加就業機會，並且這些政策加上打擊非法移民和降低通貨膨脹將有助於中產階級。川普表示，他將透過成立由馬斯克領導的政府效率部來減少對商業的監管，同時減少環境監管。
他亦建議取消聯邦小費課稅政策和廢除聯邦所得稅並以關稅取代。川普也表示他將取消老年人社會保障收入的聯邦所得稅，結束對居住在國外的美國公民的雙重徵稅，並提議使汽車貸款利息完全免稅。
川普上任後簽署了“緊急價格救濟”總統備忘錄，旨在為美國家庭提供緊急價格救濟並解決生活成本危機。這包括：“大幅降低住房成本，擴大住房供應；消除不必要的管理費用和導致醫療成本上升的尋租行為；取消提高家電產品成本的反生產要求；為美國工人創造就業機會；和消除有害的、強制性的「氣候」政策，避免食品和燃料成本上漲。”備忘錄亦指責拜登政府前所未有的監管壓力導致普通美國家庭承擔了近5萬美元的成本，而川普的第一任期則將每個家庭的監管成本降低了近11,000美元。

### 移民

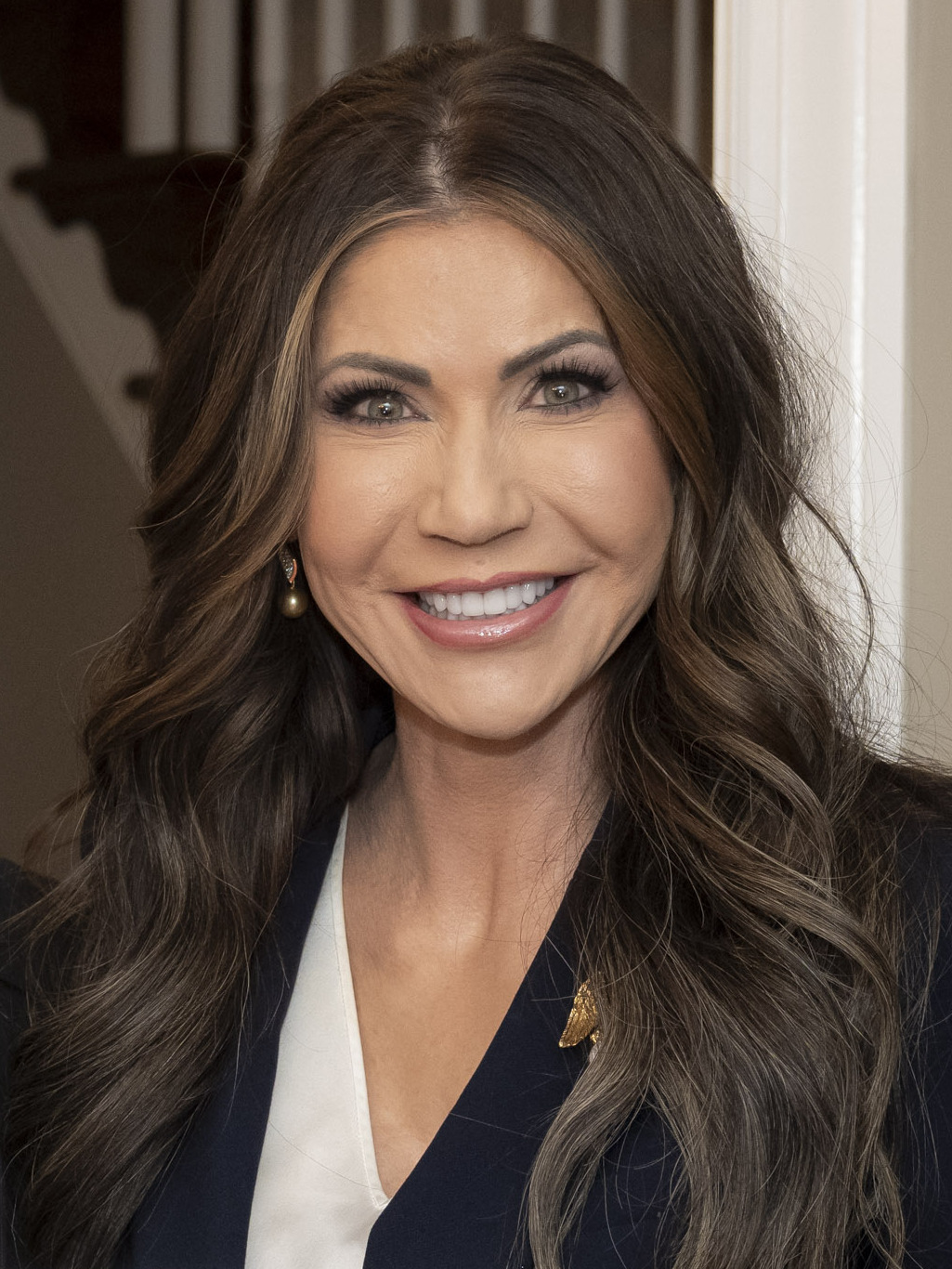
现任美國国土安全部长克丽丝蒂·诺姆

川普打算擴大和恢復他在第一任總統期間實施的移民政策，包括對穆斯林的旅行禁令，透過第42条法案聲稱尋求庇護者攜帶傳染病來驅逐他們，授權警察和士兵協助移民和海關執法局進行大規模驅逐，並建立根據《紐約時報》報道，規模龐大的拘留營。川普獲勝後表示，誓言要對非法移民進行「美國史上最大規模的驅逐行動」。川普的邊境沙皇湯姆·霍曼將會「負責把所有非法外國人驅逐回原籍國」。
2025年1月20日，川普就任總統後不久，政府就終止了CBP One應用程式（為墨西哥和美國邊境的非法移民提供預約平台，以便他們在入境口岸預約庇護處理）的服務，並宣布南部邊境進入國家緊急狀態並將墨西哥販毒集團列為恐怖組織。另外发布《保护美国公民身份的意义和价值》行政命令，终止无证移民子女的出生公民权，且强调美国宪法第十四修正案应解释为在合众国出生或归化且“受其管辖”者才是美国公民，“不受美国管辖”者应排除在出生公民权之外，这促使美国22个州于1月21日起诉指该命令违反宪法第十四修正案。
川普撤銷了2011年禁止在法院、學校、教堂和醫院等敏感地區或葬禮和婚禮期間逮捕非法移民的指令。
据NPR报道，来自城市、州、警察局、学区和其他地方政府的“越来越多”民主党和共和党官员表示，出于公共安全、公民权利和行政能力方面的考虑，他们不会协助突袭移民。

### 聯邦政府
川普政府成立了政府效率部（DOGE）臨時機構，由伊隆·馬斯克領導，並將美國數位服務局（United States Digital Service）更名為美國DOGE服務局，作為上級機構運作。政府效率部是一個負責減少浪費性支出並消除不必要的繁文縟禮的部門，根據成立該部門的行政命令，其正式目的是“實現聯邦技術和軟體的現代化，以最大限度地提高政府效率和生產力”。

### 刑事
川普支持槍殺涉嫌店舖行竊的人、讓警察對犯罪者實施類似驚慄電影《國定殺戮日》「真正暴力的一天」、法外處決未成年罪犯以及對走私者執行死刑。他也支持對殺害美國公民和執法人員的非法移民、人口販子和毒販判處死刑。
2025年1月29日，總統川普簽署受眾議院和參議院通過的莱肯·赖利法案，該法要求國土安全部拘留被指控或被判犯有盜竊相關罪行、襲警罪行或醉酒駕車等導致死亡或嚴重人身傷害的罪行的非法移民。

### 语言
2025年3月1日，總統川普以行政命令首次將英语定為聯邦政府的官方语言。

### 教育
在他的第一次任期內，川普削減了對美國教育部的資助。川普在2024年競選總統期間，積極推動廢除教育部的想法，並提議將教育控制權移交給各州政府。
2025年3月20日，特朗普签署行政命令，宣布解散该部门。

### 醫療
川普表示他將責成多個聯邦機構進行監管，並最終「停止」對未成年人的性別確認護理，因為這等同於「虐待兒童」和「兒童性殘割」。他還將禁止任何聯邦機構致力於“在任何年齡段推廣性和性別轉變的概念”，而不僅僅是針對未成年人。

### 墮胎
川普在2024年4月宣布應將墮胎權下放給各州，並表示他不會簽署聯邦墮胎禁令並在10月重申了他的立場。

### 環境
川普團隊正準備第二次退出《巴黎協定》，擴大在公共土地上的鑽探和採礦，並廢除其他減少環境污染的政府部門，討論將美国环境保护局從華盛頓特區移出。將結束拜登總統領導下開始的新天然氣出口碼頭的暫停，並阻止各州制定自己的污染標準。2024年4月在特朗普私人莊園海湖莊園舉行的私人晚宴上，川普向化石燃料公司承諾，如果他們向他的競選活動捐款，他將取消部份環境法規。
2024年11月21日，川普打算恢復被拜登取消的拱心石輸油管道四期工程Keystone XL。

### LGBTQ权利
2025年1月23日，特朗普政府冻结了所有带有非二元“X”标记的美国护照申请，并宣布护照只反映一个人出生时指定的性别，禁止美国人选择“X”标记或更改美国护照上的性别指定。

## 外交
川普第二任總統任期的未來外交政策在《Agenda 47》中提出，這是他正式政策計畫的彙編。

### 國際協議與夥伴關係
作為川普就任總統後採取的首批行動之一，美國退出了巴黎協定、世界衛生組織与联合国人权理事会。

### 東亞

#### 中华人民共和国（中国大陆）
在特朗普第二次就职典礼前夕，副总统万斯和盟友埃隆·马斯克分别会见了中国国家副主席韩正，韩正当时作为中国领导人、中共中央总书记习近平的特别代表出席了此次就职典礼。特朗普还声称“在100天之内访华”。
2024年2月1日，川普簽署了三項行政命令，其中對中國商品徵收額外10%的關稅。2月4日，美國海關及邊境保衛局宣佈特朗普的關稅「根據有關香港正常化的第13936號行政命令」也適用於香港。
美國國務院指示在公開場合或新聞稿提及中國當局時採用中國共產黨（英語：Chinese Communist Party, CCP）的稱謂，同時稱呼中國最高領導人習近平為「中國共產黨總書記」，取代外交場合經常稱呼的中國國家主席，突顯中共對於中國政治、經濟、軍事等各項領域具有絕對權威。

#### 中华民国（台灣）
川普提名的美國國務卿馬可·魯比奧十分重視美台關係，在參議員任內曾經與時任中華民國總統蔡英文和副總統當選人賴清德會面，並多次公開發表支持臺灣的言論及重申《臺灣關係法》的重要性。

#### 日本

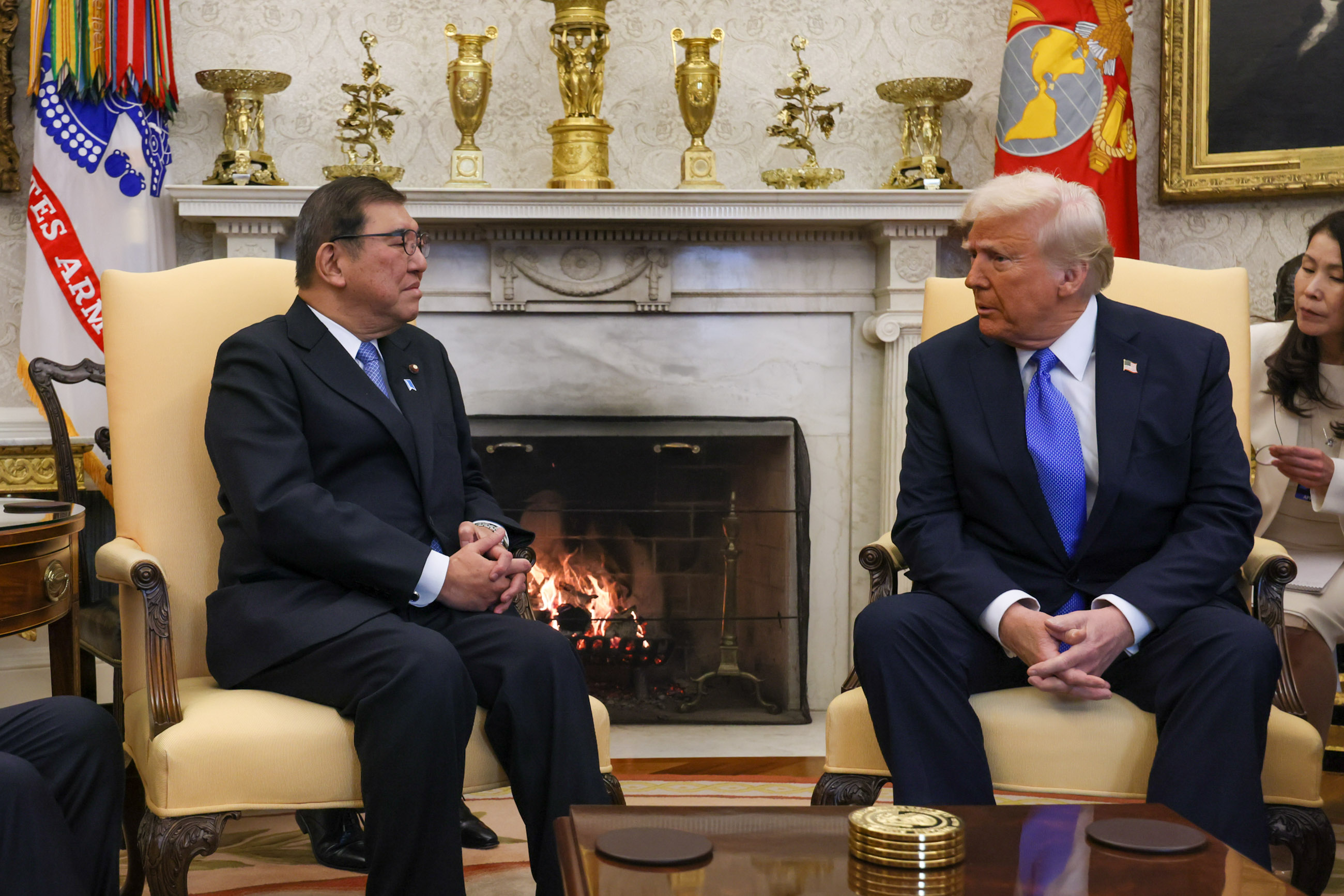
2025年2月7日，日本内阁总理大臣石破茂（左）在白宫会见美国总统唐纳德·特朗普（右）

日本外務大臣岩屋毅、日本驻美大使山田重夫接受美方的邀请后于当地时间20日在美国首都华盛顿出席了特朗普总统的就职典礼。日本计划参与四方会谈，以求与特朗普政府建立信任关系。
2月7日，日本內閣總理大臣石破茂在白宫会见美国总统唐纳德·特朗普。

### 中東

#### 以色列

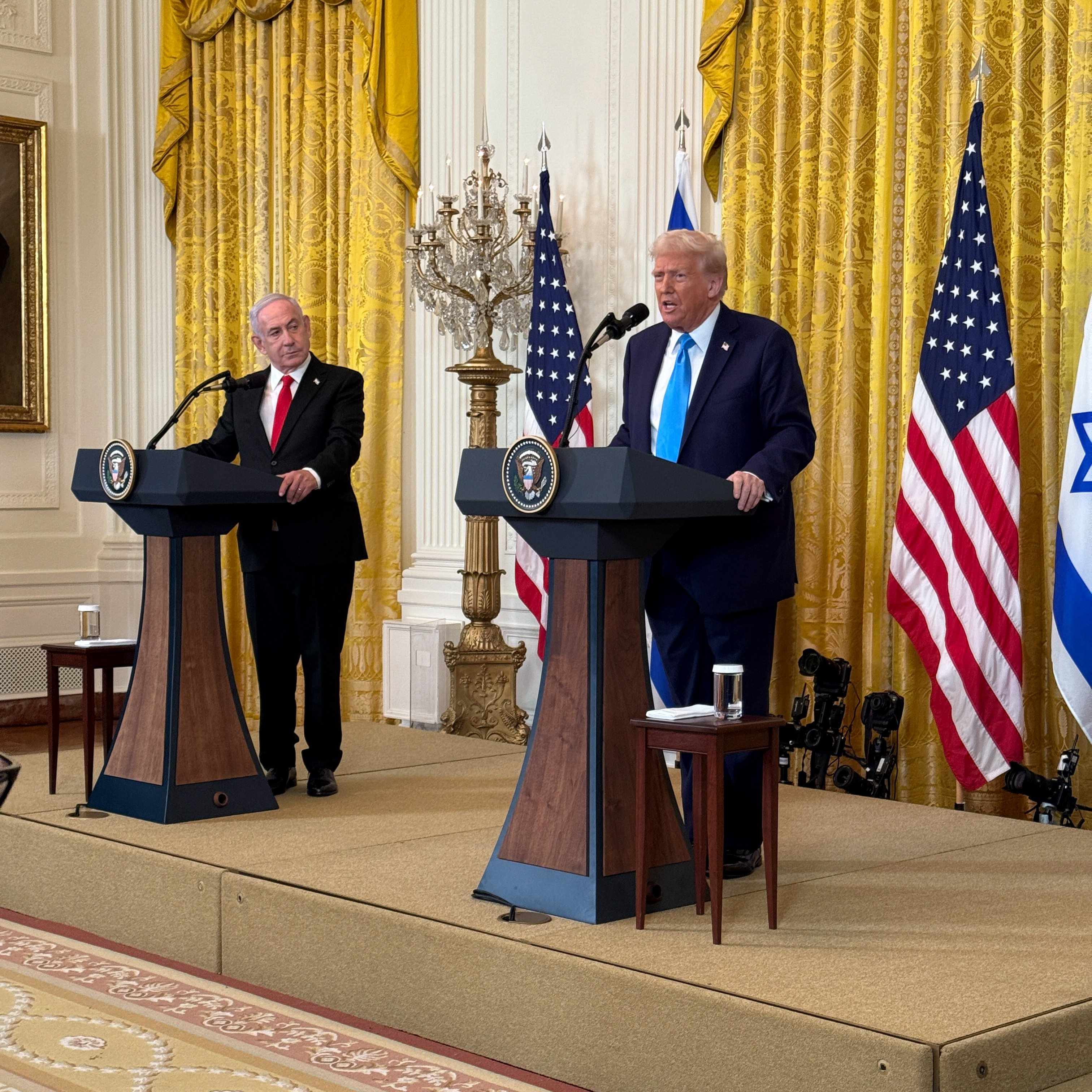
2025年2月，川普与内塔尼亚胡

在他的第一次任期內，川普被認為是美國最親以色列的美國總統之一。在2024年總統競選期間，川普敦促以色列總理班傑明·內塔尼亞胡在兩個月內結束在加薩的以色列—哈馬斯戰爭，並為攻擊伊朗核設施打開了大門。選舉後，川普自2017年以來首次與巴勒斯坦總統馬哈茂德·阿巴斯通話。在通話中，川普表達了迅速結束加薩戰爭的願望。川普的女婿、前白宮高級顧問賈里德·庫什納預計將作為總統外部顧問在美國未來的中東政策中發揮關鍵作用。庫什納親以色列並與多位阿拉伯領導人有聯繫，曾在川普第一任總統期間幫助斡旋《亞伯拉罕協議》。川普的大多數顧問和內閣成員都被認為是以色列的堅定支持者。

#### 伊朗
政府效率部專員伊隆·馬斯克於2024年11月11日會見了伊朗駐聯合國大使賽義德伊拉瓦尼（Saeid Iravani）。
2025年6月22日，特朗普下令美国空军和海军对伊朗的福尔多燃料浓缩厂、納坦茲核設施和伊斯法罕城市发动美国袭击伊朗核设施，标志着美国正式介入以色列与伊朗的冲突。

### 高加索

#### 亞美尼亞和阿塞拜疆
2025年8月8日，特朗普調解亞美尼亞和阿塞拜疆長達37年的納戈爾諾-卡拉巴赫衝突及邊境衝突，並且以調解人身份在白宮與亞美尼亞總理尼科爾·帕希尼揚和阿塞拜疆總統伊利哈姆·阿利耶夫簽署亞美尼亞—亞塞拜然和平協議。

### 歐洲

#### 俄羅斯和烏克蘭

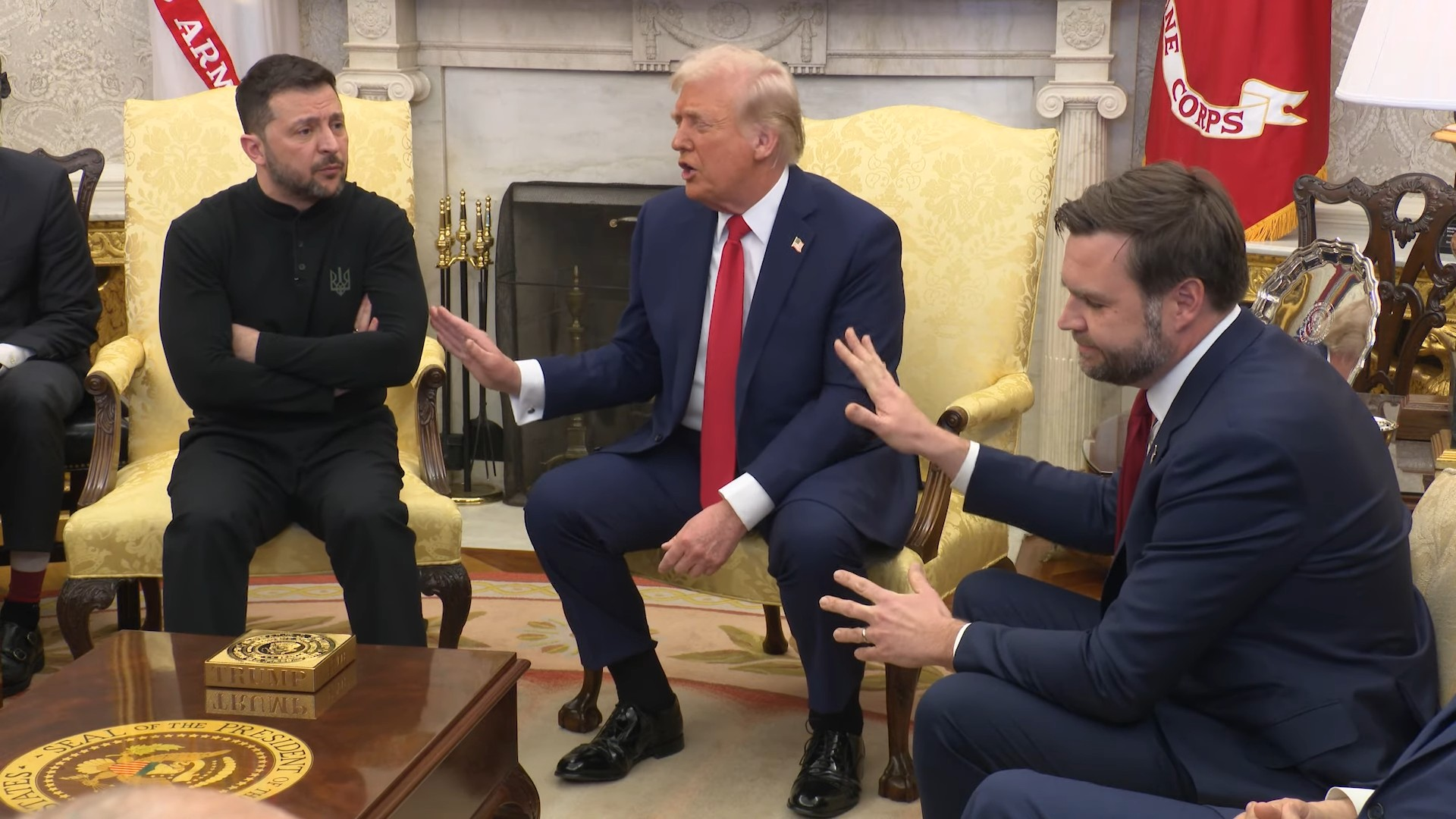
特朗普—澤連斯基會談

特朗普在總統選舉獲勝後，他致電俄羅斯總統普京，警告普京不要升級俄烏戰爭，並表示有興趣稍後解決這場戰爭。

#### 北約
川普多次表示身為總統，他不會承諾保衛那些未將GDP的至少2%用於國防的北約成員國。此外副總統萬斯表示，在他看來北約是一個“福利客戶”，而不是一個“一個真正的聯盟”。

### 美洲

#### 加拿大
2024年底和2025年初，川普提議加拿大因經濟挑戰和軍事開支而考慮加入美國。然而，大多數加拿大政界人士駁斥了這種想法，民意調查顯示，許多加拿大人表示反對擬議的美國兼併加拿大。
2024年2月1日，川普簽署了三項行政命令，對來自墨西哥和加拿大的所有商品徵收25%的關稅。川普的貿易顧問彼得·納瓦羅表示，對加拿大的能源出口徵收了10%的較低關稅，降低稅率是為了「盡量減少任何破壞性影響」。該關稅將於2月4日生效。據報道，川普簽署的命令中包含一項條款，允許在實施此類報復性關稅時提高關稅稅率。2025年2月3日，特朗普與加拿大最終達成共識，決定將關稅延後一個月。

#### 墨西哥
2024年2月1日，川普簽署了三項行政命令，對來自墨西哥和加拿大的所有商品徵收25%的關稅。2025年2月3日，特朗普與墨西哥最終達成共識，決定將關稅延後一個月。墨西哥總統克勞迪婭·辛鮑姆在談判中同意增派10000名國民警衛隊士兵至邊境，強化毒品走私防堵措施，而作為交換，特朗普承諾將採取行動遏制美國對墨西哥的武器走私。

#### 巴拿馬
2024年12月21日，當選總統川普聲稱美國應該從巴拿馬手中重新奪回巴拿馬運河的控制權，聲稱巴拿馬向美國船隻收取的費用“過高”，違反了《托里霍斯-卡特條約》（Torrijos–Carter Treaties）。第二天，他聲稱運河“落入了壞人之手”，指的是中國。 2025年1月7日，川普在記者會上誓言要重新控制運河。他拒絕排除對巴拿馬採取經濟和軍事行動來奪取運河控制權的可能性，以確保他所謂的美國「經濟安全」。他在1月20日的就職演說中重申了重新奪回運河控制權的意圖。

#### 阿根廷
2024年11月14日，阿根廷總統哈維爾·米萊前往佛羅里達州海湖莊園與川普會面。他是川普在總統選舉獲勝後第一位前往美國並會見當選總統的外國國家元首。米萊是一位右翼自由意志主義經濟學家，此前曾表示對川普及其政治的熱情支持，希望加強阿根廷與西方世界之間的外交和經濟關係。據報道，在選舉結果公佈後的一次電話會議中，川普稱米萊為他「最喜歡的總統」。 米萊亦在邁阿密舉行的保守政治行動會議上發表了演說。米萊還會見了政府效率部專員伊隆·馬斯克和維韋克·拉馬斯瓦米，就“廢除官僚機構”、削減政府開支和重組聯邦人員的目標向他們提供建議。

## 注脚
1. ↑  1. 在此人出生时，其母在美非法居留、其父不是美国公民或合法永久居民；2. 在此人出生时，其母在美合法临时居留、其父不是美国公民或合法永久居民[37]。